# Kliniken Landkreis Diepholz
Die Kliniken Landkreis Diepholz gGmbH mit Sitz in Diepholz und Verwaltung in Diepholz (vormals Alexianer Landkreis Diepholz GmbH, vormals St. Ansgar Bassum-Sulingen GmbH) ist ein frei-gemeinnütziger Krankenhausverbund im Landkreis Diepholz. Die Einrichtung gehört dem Landkreis Diepholz, nachdem dieser im Jahr 2018 die Anteile der römisch-katholischen Alexianer GmbH übernommen hatte.

## Standorte
Zu der Gesellschaft gehören folgende Krankenhäuser mit insgesamt 494 Planbetten:
- Klinik Bassum
- Klinik Diepholz
- Klinik Sulingen
- Gesundheitszentrum Twistringen

Die Standorte verteilen sich auf den ländlich geprägten und dünn besiedelten Landkreis Diepholz im zentralen Niedersachsen, südlich von Bremen. Dem Klinikverbund sind weitere Sozialeinrichtungen wie die Seniorenwohnanlage St. Josef in Twistringen angegliedert. Sitz der Krankenpflegeschule ist in Syke, sie ist an den Berufsbildenden Schulen Syke angegliedert.

## Fachgebiete
Folgende Fachgebiete werden abgedeckt: Allgemeinchirurgie, Ästhetische Chirurgie, Gastroenterologie, Gefäßchirurgie,  Handchirurgie, Innere Medizin, Kardiologie, Orthopädie, Pneumologie, Plastische Chirurgie, Psychiatrie und Psychotherapie, Psychosomatik, Qualifizierter Entzug, Rheumatologie, Schlafmedizin, Schmerztherapie, Unfallchirurgie, Urologie, Viszeralchirurgie und Wirbelsäulenchirurgie.

## Firmenstruktur
Die zu 100 Prozent zum Landkreis Diepholz gehörende Klinikverbund Landkreis Diepholz gGmbH hatte mit Stand August 2018 folgende Tochterfirmen:
- Kliniken Landkreis Diepholz gGmbH mit Tochterfirmen MVZ Diepholz gGmbH und Levare GmbH
- Gesundheitszentrum Twistringen gGmbH mit Tochterfirma Therapiezentrum Niedersachsen Bremen GmbH
- Kliniken Landkreis Diepholz Grundstück GmbH & Co. KG

## Geschichte
Seit 2006 besteht der Klinikverbund mit den drei Kliniken in Diepholz, Sulingen und Bassum und ist seit 2018 wieder zu 100 Prozent dem Landkreis Diepholz zugehörig. Die Verwaltung des Klinikverbunds wurde im Frühjahr 2020 von Eydelstedt nach Diepholz verlegt und findet dort in der Amelogenstraße ihren Platz.
Im Dezember 2019 wurde der Beschluss im Landkreis gefasst, ein Zentralklinikum zu errichten, um die Gesundheitsversorgung im Landkreis Diepholz langfristig zu sichern.